# Алтайский (Солонешенский район)
Алтайский — упразднённый посёлок в Солонешенском районе Алтайского края. На момент упразднения входил в состав Степного сельсовета. Исключен из учётных данных в 1982 году.

## География
Располагался у горы Острушка, на правом берегу реки Карама (приток Ануя) в месте впадения в нее ручья Турский, приблизительно в 4,5 км (по-прямой) к северо-востоку от села Степного.

## История
Отмечен на карте 1942 г. как МТФ. Позже обозначен как МТФ Тумановская.
Решением Алтайского краевого исполнительного комитета от 30.12.1982 года № 471 поселок исключен из учётных данных.

## Инфраструктура
Было развито сельское хозяйство (животноводство). 